# 老格里摩爾德
老格里摩爾德（Grimoald the Elder、，616年-657年），墨洛溫王朝奧斯特拉西亞宮相（643年-656年）。老丕平（蘭登丕平）的兒子。
640年，父親蘭登丕平逝世，格里摩爾德成為族長，是當時奧斯特拉西亞權力最大的人。本來他可以繼承父親成為宮相，但是被奧托挑戰他出任宮相一職，最終奧托成為奧斯特拉西亞宮相。
同年，圖林根公爵雷德夫反叛奧斯特拉西亞王國，格里摩爾德帶着西吉貝爾特三世出征，這是西吉貝爾特三世統治期間唯一的戰爭，可是西吉貝爾特三世的軍隊潰敗，根據弗雷德加爾編年史記載，西吉貝爾特三世被嚇得在馬鞍上哭泣。然而格里摩爾德拯救了國王，並成為了他的好友。643年，阿勒曼尼公爵殺死奧托，格里摩爾德便繼任宮相。
格里摩爾德在西吉貝爾特三世無嗣的時候，勸說西吉貝爾特三世收養格里摩爾德的兒子希爾德貝爾特為養子，但是其後，西吉貝爾特三世娶了勃艮第的希米勒希爾德，二人並生下兒子－日後的國王達戈貝爾特二世及女兒－將來的紐斯特里亞及勃艮第王后比莉查爾德。
當西吉貝爾特三世於656年逝世後，格里摩爾德試圖篡奪奧斯特拉西亞王位，將當時只有7歲的達戈貝爾特二世剃度並送到在愛爾蘭修道院，他的兒子希爾德貝爾特自立為國王。但是在7個月後，希爾德貝爾特被廢黜，與格里摩爾德同在一場叛亂中被紐斯特里亞及勃艮第國王克洛維二世俘虜並殺死。